# Technische Schule des Heeres
Die Technische Schule des Heeres (TSH) ist eine Ausbildungseinrichtung des Heeres in Aachen (Lützow-, Dr.-Leo-Löwenstein- und Theodor-Körner-Kaserne) und in Eschweiler (Donnerberg-Kaserne). Die Technische Schule des Heeres ist verantwortlich für Aus- und Weiterbildung aller Instandsetzungskräfte insbesondere des Heeres sowie der anderen Teilstreitkräfte und militärischen Organisationsbereiche.

## Auftrag
- Aus- und Weiterbildung aller Instandsetzungskräfte
- Fachliche Beteiligung des Rüstungsprozesses für Landsysteme
- Durchführung von technisch-logistischen Einsatzprüfungen für alle Landsysteme der Bundeswehr und für Munition

## Organisation
Der Kommandeur der Technischen Schule des Heeres ist zugleich General der Heereslogistiktruppen (ehemals: General der Instandsetzungstruppe). Die Technische Schule des Heeres gliedert sich in:
- Stab
- Bereich Lehre / Ausbildung

- Lehrgruppe Alpha

Führeraus- und -weiterbildung, Feldwebelausbildung, Instandsetzungsausbildung Fachrichtung gepanzert Rad und Waffe / Elektronik / Optik / Optronik
- Lehrgruppe Bravo

Instandsetzungsausbildung in den Fachrichtungen Rad / Kette / Hydraulik, Prüferweiterbildung, Ausbildung des Munitionstechnischen Personals der Bundeswehr
- Fachschule des Heeres für Technik

Ausbildung der Kfz-Meister und -Techniker, Militärische Ausbildungshilfe, Grundpraktikum für StudOffz
- Bereich Technik / Logistik
- Bereich Unterstützung

## Geschichte
Am 2. Mai 1956 traf das Vorauspersonal für die aufzustellende Feldzeug-Truppen-Schule in der Generaloberst-Beck-Kaserne Sonthofen ein. 1959 wurde die Feldzeug-Truppen-Schule umgegliedert und in Technische Truppenschule des Heeres Sonthofen umbenannt. 1963 wurde die Schule in Schule der Technischen Truppe III umbenannt. 1964 wurde die Schule nach Aachen verlegt. Das Lehrbataillon 480 wurde von der Truppenschule getrennt; im Gegenzug wurde die 4. Kompanie des gemischten Instandsetzungsbataillon 120 die Lehrkompanie der Schule. 1966 erfolgte die erneute Umbenennung in Schule der Technischen Truppe I. Bis 1973 wurde die Eschweiler Fachschule des Heeres für Technik eingegliedert. Die fusionierte Schule wurde in Schule Technische Truppe 1 und Fachschule des Heeres für Technik umbenannt. Seit 1976 ist die Truppenschule bzw. ihr Spezialstab ATV für die logistischen Truppenversuche zuständig. 1991 erfolgte eine erneute Umbenennung in Technische Schule des Heeres und Fachschule des Heeres für Technik. Seit 1995 ist der Schulkommandeur gleichzeitig General der Instandsetzungstruppe. 2007 wurde die Schule erneut in Technische Schule Landsysteme und Fachschule des Heeres für Technik umbenannt. Die Lehrgruppe Charly wurde Ende 2007 umgegliedert und auf die Lehrgruppen A und B verteilt.
Im Rahmen der Neuausrichtung der Bundeswehr wurde die TSL/FSHT umstrukturiert und am 19. Juni 2015 bei einem feierlichen Appell durch den Kommandeur Ausbildungskommando in Ausbildungszentrum Technik Landsysteme (AusbZTLS) umbenannt. Im Sinne des Traditionserlasses erhielt die Ausbildungseinrichtung zum 1. April 2021 ihren traditionellen Namen Technische Schule des Heeres zurück.

## Übungsplatz am Standort Aachen

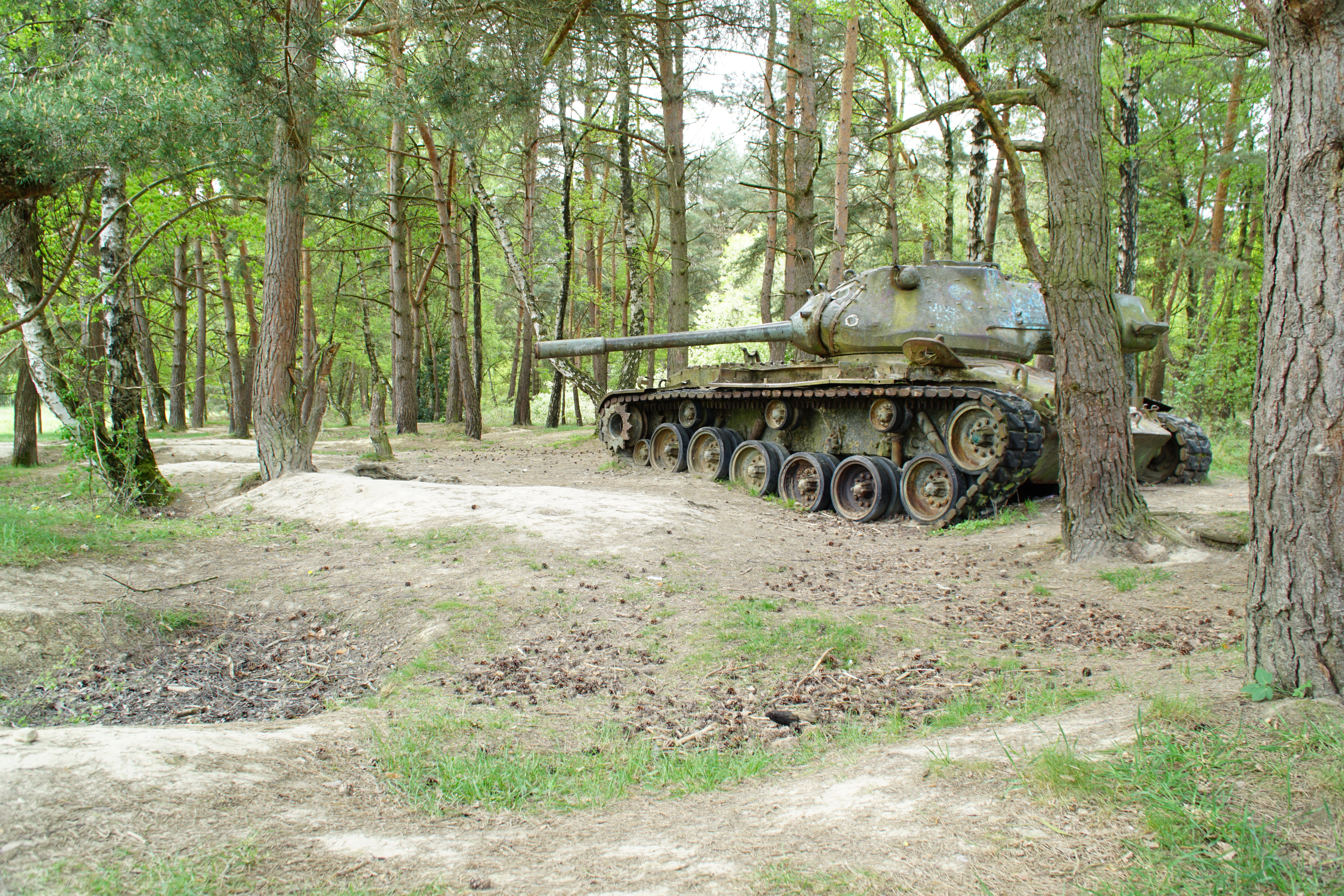
Standortübungsplatz Brand

Für die in und um Aachen stationierten Truppenteile – primär für die Technische Schule des Heeres – ist auf einem Gelände bei Brand (Brander Heide) ein Standortübungsplatz der Bundeswehr mit 224,9 ha Größe vorgehalten. Ehemalige Standortschießanlagen im Bereich Aachen sind zwischenzeitlich außer Betrieb.

## Verbandsabzeichen
In rot mit blauem Bord zwei gekreuzte Schwerter über silbernem „S“.

## Kommandeure
- Oberst Hermann Heinrich: vom 2. Juli 1956 bis 31. März 1962
- Oberst Walter Kiefer: von 1. April 1962 bis 30. September 1964
- Oberst Dipl.-Ing. Harald Wnuck: vom 1. Oktober 1964 bis 31. März 1967
- Oberst Ing. (grad.) Fritz Möller: vom 1. April 1967 bis 31. März 1973
- Oberst Hans Karl Braune: vom 1. April 1974 bis 31. März 1981
- Oberst Dipl.-Ing. Volker Krauss: vom 1. April 1981 bis 26. September 1988
- Oberst Dipl.-Ing. Hans-Hermann Schwede: vom 27. September 1988 bis 14. März 1991
- Oberst Dipl.-Ing. Karl Klüser: vom 15. März 1991 bis 30. März 1995
- Brigadegeneral Rolf Bernd: vom 31. März 1995 bis 8. Dezember 1999
- Oberst i. G. Peter Brüggemann: vom 9. Dezember 1999 bis 12. Februar 2004
- Brigadegeneral Gertmann Sude: vom 13. Februar 2004 bis 30. März 2005
- Brigadegeneral Kurt Schiebold: vom 31. März 2005 bis 29. Oktober 2009
- Oberst i. G./Brigadegeneral Walter Ohm: vom 30. Oktober 2009 bis 1. März 2012
- Oberst Günter Selbert: vom 2. März 2012
- Oberst/Brigadegeneral Michael Hochwart: vom 21. Januar 2013 bis Juni 2015
- Brigadegeneral Ralf Lungershausen: von Juni 2015 bis 22. März 2018
- Oberst/Brigadegeneral Klaus-Dieter Cohrs: von 23. März 2018 bis 16. Mai 2022
- Brigadegeneral Dirk Kipper: von 16. Mai 2022 bis 23. Januar 2024
- Oberst Stephan Kurjahn: seit 23. Januar 2024[5]